# Sonates pour violon et piano de Ives
Pour les articles homonymes, voir Sonate pour violon et piano.
Charles Ives a composé cinq sonates pour violon et piano sur une période de vingt ans. La toute première dénommée the pre-first sonata ne figure pas au catalogue officiel car nombre de ses thèmes seront repris et développés dans les sonates suivantes. Ives composa en 1912 pour violon et piano Decoration Day

## Pre-First sonata
Composée entre 1899 et 1902
1. Allegro moderato
2. Largo
3. Adagio - Allegro

## Première sonate
Composée entre 1902 et 1908
1. Andante - Allegro
2. Largo cantabile
3. Allegro

- Durée d'exécution:vingt trois minutes

## Deuxième sonate
Composée entre 1907 et 1910
1. automn: Adagio maestoso - Allegro moderato: Sur le thème his exaltation repris dans les songs.
2. in the barn: Presto - Allegro moderato
3. the revival: Largo - Allegretto

- Durée d'exécution: seize minutes

## Troisième sonate
Composée en 1914
1. Adagio
2. Largo d'après les ragtime pieces
3. Adagio cantabile d'après un prélude pour orgue de 1901

- Durée d'exécution: vingt huit minutes

## Quatrième sonate
Composée en 1916 et sous-titrée Children's Day at the Camp Meeting
1. Allegro
2. Largo: sur le thème Yes, Jesus Loves Me
3. Allegro : sur le thème Shall We Gather at the River?

- Durée d'exécution: dix minutes

## Source
- François-René Tranchefort, Guide de la musique de chambre, éd.Fayard 1989, pp.482-83